# Luz y Fuerza del Centro
Luz y Fuerza del Centro foi um órgão público dotado de personalidade jurídica e património próprio e enviada, que era responsável pela distribuição e venda de eletricidade na zona central do México: todo o Distrito Federal, 80 municípios do estado do México, dois de Morelos, dois de Puebla e cinco de Hidalgo. Em 11 de outubro de 2009, por decreto presidencial, foi determinada sua extinção; e o serviço passou a ser prestado pela Comissão Federal de Eletricidade (CFE).